# Круїз жаху
Круїз жаху (англ. Voyage of Terror) — американський трилер 1998 року.

## Сюжет
На борту круїзного судна спалахує небезпечний вірус. Уряд хоче підірвати корабель, але доктор Стефані Таубер впевнена, що зможе знайти ліки або принаймні спосіб стримати смертельну хворобу. Вона повинна поспішати, бо часу обмаль і уряд втрачає терпіння.

## У ролях
- Ліндсі Вагнер — доктор Стефані Таубер
- Майкл Айронсайд — Макбрайд
- Мартін Шин — Генрі Норткатт
- Хорст Буххольц — капітан
- Вільям Б. Девіс — доктор Норман Еллайсі
- Кетрін Ізабель — Елі Таубер
- Натаніель Дево — Джеймс Коулман
- Девід Льюїс — Нед Саймон
- Стів Бачіч — Алекс Рейд
- Ендрю Ейрлі — Майкл
- Брайан Деннехі — Президент США
- Роджер Р. Кросс — Роберт Фернандес
- Венус Терцо — Тереза Фернандес
- Аарон Перл — Ренді Хейнс
- Гебріелль Міллер — Паула Саймон
- Пітер Келаміс — Персер Дженнінгс
- Пітер Хенлон — корабельний доктор
- Пітер ЛаКруа — Лестер
- Клер Райлі — Форенс Коулман
- Девід Блум — Сіммс, рульовий
- Тіна Фіорда — медсестра
- Кім Тайлер — Сьюзен Хейнс
- Дженніфер Коппінг — Сара
- Роберт Молоні — Саймон
- Тесса Річардс — Мей
- Йен Робісан — корабельний офіцер 1
- Рейчел Хейуорд — Джина Рід
- Сід Ванруд — Доріс
- Білл Крофт — бунтівник 3
- Кріс Нельсон Норріс — бунтівник 4
- Роб Фріман — капітан підводного човна
- Камерон Кірквуд — старший помічник
- Роджер Хескет — бармен
- Роберт Дункан — бунтівник 2
- Вільям МакДональд — бунтівник 1
- Ейпріл Телек — Ронда Роуен, репортер
- Патрік Стівенсон — бунтівник 5
- Говард Делл — Стюард
- Стелліна Русіш — Морін
- Брюс Доусон — чоловік Морін
- Купер Олсон — хлопчик
- Шарлотта Сендер — дівчинка
- Джон Б. Лоу — доктор Лоуренс Ендрусс
- Рон Шартьє — божевільний чоловік
- Крістофер Шайер — корабельний офіцер 2
- Шон Кемпбелл — військовослужбовець
- Стефен Дімопоулос — пасажир 1
- Майкл Гелбарт — офіціант
- Девід Трейлор — капітан Лонгбоу (в титрах не вказаний)